# رالف غيلمان
رالف غيلمان (بالإنجليزية: Ralph Gilman)‏ (25 مارس 1916 – 5 أكتوبر 1955) هو سبّاح من الولايات المتحدة راحل، مثّل بلاده في الألعاب الأولمبية الصيفية 1936.

## روابط خارجية
رالف غيلمان على موقع الاتحاد الدولي للسباحة (الإنجليزية)
- رالف غيلمان على موقع اللجنة الأولمبية الدولية (الإنجليزية)
- رالف غيلمان على موقع أوليمبيديا (الإنجليزية)